# Český hudební fond
Český hudební fond byl jedním ze šesti tzv. kulturních fondů zřízených československým státem v roce 1954 na základě zákona 115/1953 Sb. iniciovaného ministrem školství a osvěty a pozdějším náměstkem předsedy vlády Zdeňkem Nejedlým.Při vytvoření ČHF se Zdeněk Nejedlý inspiroval  Reichsmusikkammer v Německu, která byla založena ke stejným účelům, jako ČHF.

Byl zřízen proto, aby komunisté kulturu ovládli a zneužili. Na fond byl převeden zkonfiskovaný majtetek Umělecké besedy a dalších osob. Jeho posláním bylo potlačit činnost umělců nepohodlných režimu a přerozdělit tyto prostředky jeho prominentům, což bylo vyjádřeno slovy  „zjednávat hudebním skladatelům příznivé podmínky tvůrčí práce a tak přispívat k rozvoji nového umění, sloužícího výstavbě socialismu a kulturnímu povznesení lidu“. Dozor nad hospodařením fondu příslušel ministerstvu kultury.pro Slovensko byl zřízen Slovenský hudební fond.
Sídlo fondu bylo v Praze.
Veškerý movitý a nemovitý majetek fondu přešel na nadaci Nadace Český hudební fond, kterou fond zřídil 24. února 1994 a ke stejnému dni zanikl. Nadace Český hudební fond zřídila roku 1998 obecně prospěšnou společnost Český hudební fond, o. p. s.